# トリニティ・カレッジ (オックスフォード大学)
トリニティ・カレッジ（英: Trinity College、全称：The College of the Holy and Undivided Trinity in the University of Oxford, of the foundation of Sir Thomas Pope）は、イングランド・オックスフォード大学を構成するカレッジの1つである。1555年にトーマス・ポープによって、ダラム大聖堂にいたベネディクト会の僧侶が家にしていたダラム・カレッジの旧所在地に建てられた。カレッジは現存する中で14番目に古い。
カレッジの敷地は広いが、在籍する学生は400人ほどと比較的小さなカレッジである。2013年7月の段階で、トリニティ・カレッジには1億420万ポンド余りの基金があった。カレッジは3人のイギリス首相を輩出しており、この数字はベリオール・カレッジと並んで2位である。
2017年8月には、王立ウェールズ音楽演劇大学の前学長だったヒラリー・ボールディングが、アイヴァー・ロバーツの後を引き継いで28代目学寮長に就任した。

## 歴史

### トリニティ・カレッジ創建

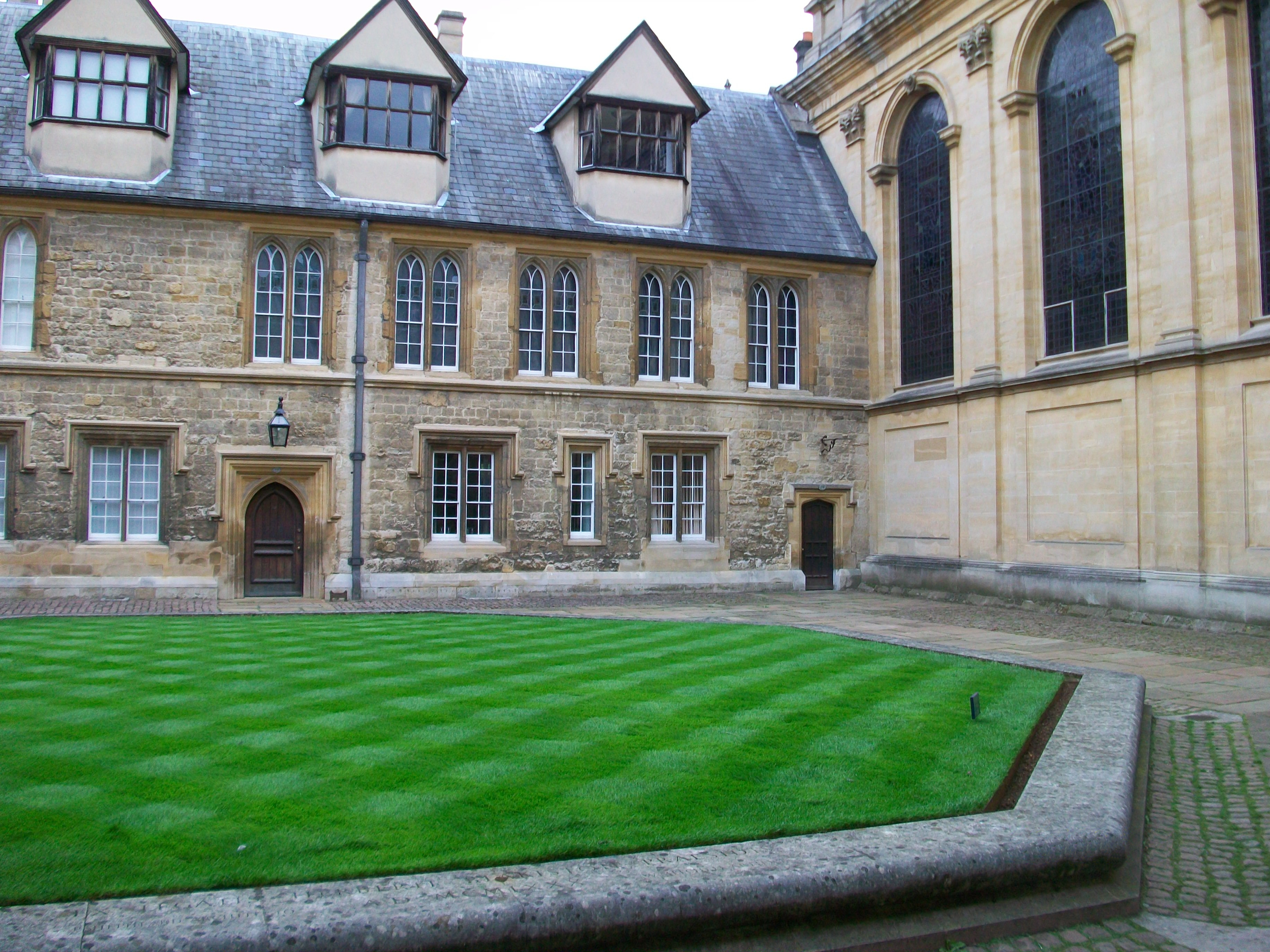
ダラム中庭

トリニティ・カレッジの現在地は、元々、ダラム大聖堂のベネディクト会僧侶が13世紀後半に創設した、ダラム・カレッジ (オックスフォード)の跡地である。カレッジは、ひとつの中庭をぐるりと取り囲むように建てられ、中庭は現在も「ダラム・クワドラングル」（ダラム中庭の意味、英: Durham Quadrangle）として現存している。また、ダラム中庭の東側にあるオールド・ライブラリー（英: the Old Library）を含む1棟は、ダラム・カレッジが1417年から1421年に建てた図書館を流用したものである。

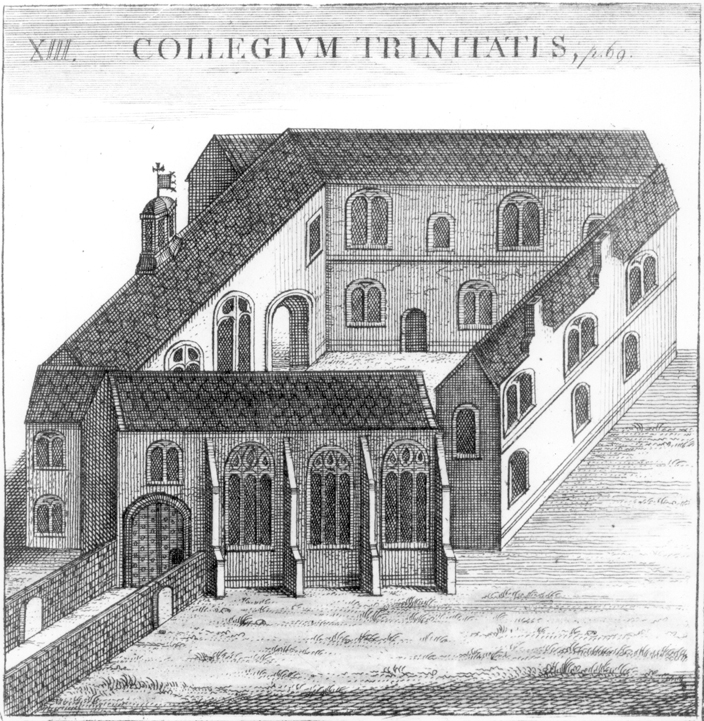
創立直後、1566年のトリニティ・カレッジを北から望んだ図

ダラム・カレッジの土地は、王室によって1545年に没収された。1553年にはエドワード6世が、旧ダラム・カレッジの建物と敷地の大半を、ゴッドストウのジョージ・オーウェン博士（英: Dr George Owen of Godstow）と、オックスフォードのウィリアム・マーティン（英: William Martyn of Oxford）に下賜した。2年後の1555年2月20日（当時の暦では1554年2月20日）、オーウェンとマーティンは自力出世した政治家のトーマス・ポープに売却した。トーマス・オードリー (初代ウォルデンのオードリー男爵)の遺言実行者だったポープは、ケンブリッジ大学のモードリン・カレッジ創設や、現在大学の図書館・食堂・就寝区画があるブロード・ストリートに位置する小区画の建設にも深く関与した。政治的状況もポープにとって好都合であり、新しく王位に就いたメアリー1世は、オックスフォードをカトリック研究の場所として再興することに大きな関心を持っていた。メアリーの影響力を得たほか、裕福だったが子どもがいなかったポープは、カレッジの創設に家族の名前を残すことができるという可能性を見ていた。1555年3月8日、ブロード・ストリートの土地を取得した16日後に、ポープは王室からカレッジ創設の特許状を得た。
カレッジの名前は "The College of the Holy and Undivided Trinity in the University of Oxford, of the Foundation of Thomas Pope"（意味：トーマス・ポープが創設した、オックスフォード大学の神聖にして不可分の三位一体カレッジ）となり、ここでは新しい（カトリックの）創設が高らかに謳われている。ダラム・カレッジは聖母マリア、聖カスバート、三位一体（トリニティ）に捧げられていたので、カレッジの名前はここから取られたのだと考えられている。カレッジ創設の際の制定法では、学寮長1人、フェロー12人、スカラー8人、給費生でない一般学生20人という構成で、当初はオックスフォードで最も小さなカレッジのひとつでもあった。フェローはポープの主張で神学を研究するよう求められた。ポープはモードリン・カレッジのフェローだったトーマス・スライハーストを初代学寮長に選出した。関連する地所は、ポープによる1555年3月28日のカレッジ訪問時に全てカレッジ側に移されたが、これはポープにとって唯一のカレッジ訪問となった。学部生への授業としては、古典文学、哲学（数学、幾何学を含む）、天文学などが行われた。フェローを見つけるのには遅れが出たが、1556年3月25日には、土地からの収入がカレッジにもたらされるようになった。制定法は5月1日に正式発効し、29日後に「オックスフォード大学トリニティ・カレッジ」が、最初の生徒に向けて門戸を開くことになった。

### 初期（1555年–1600年）
トリニティ創建当初の問題はその財政状況にあり、ポープが、新たに雇ったスカラー4人のために場所を作ると決めた時から余計顕在化した。これらの問題に気付いていたポープは、カレッジに対する貸し付けを行い、次第にこれが基金に発展して、1557年までにカレッジは、ロクストン＝ウィズ＝バルスコート、シーウェル、ダンソープ、ホルカム、グレート・ウォルサムという5つのマナー（荘園）に支配されるようになっていた。カレッジには全体で約200ポンド（2023年時点の￡74,300と同等）の賃貸料が発生しており、またその他の小さな土地のせいで、65ポンド（2023年時点の￡74,300と同等）の追加賃料も発生していた。1558年、ポープはグレート・ウォルサムの追加地所を交換し、トリニティの財政全体に影響を与えることなく、シーウェル・ダンソープに土地を返還した。また、ポープは大聖堂にあった大きな家具（その多くが旧修道院のものだった）、図書館にあった63冊の本、食堂の様々な台所用具を放出した。様々な問題が噴出した後、制定法は改正され、同年のうちに完成版となった。
ポープは1559年1月29日に亡くなり、新しいカレッジは宮廷での守護者を失った。ポープの遺言は妻のエリザベスによって執行されたが、その中にはトリニティについて触れた文章が複数あり、隣接するセント・ジョンズ・カレッジとの間にしきいとなるフェンスを建てる資金についての見通しや、ペストが度々流行する世の中にあって、街の外に安全なシェルターとして働く住居を作る事などが盛り込まれていた。エリザベスの再婚で、カレッジには多くの家具が導入されることになり、ポープの遺言条項は1564年になって実行に移された。ポープの遺体は当初聖スティーブン教会に埋葬されたが、彼の意志に反して、遺言実行と同時にカレッジの大聖堂へ移された。
トリニティのカトリック主義は、ポープの死後王室との関係を難しくした。1558年に王位に就いた新女王エリザベス1世はプロテスタントで、カトリックだったスライハーストは女王の即位直後に役職を追われた。トリニティにとって幸運なことに、スライハーストの後任となった元フェローのアーサー・イェルダード（英: Arthur Yeldard）は、どう見ても熱心なプロテスタントではなかったが、実践的な人物だと評価され、続く40年近く学寮長の職を守った。この頃、トリニティは時代と共に転換することに消極的だったが、王室からの脅しも受け、教会の貴金属を鋳つぶし、英語の聖歌書を購入した。変革に反対した多くのフェローがカレッジを去った。1583年には、トリニティ・カレッジと、隣接するベリオール・カレッジとの最初の対立が記録されており、ベリオール側からトリニティに対し、プロテスタントの教えに忠実でないとの訴えが起こされた。
敬虔なスカラーの減少と対照的に、一般学生の数は16世紀にかけて着実に増え、制定法に書かれた20人の定員は、増員の必要に迫られた。出自の良い人物は公的学位を取る必要性が少なく、入学資格に苦しむことも少なかったが、関係者たちは状況に伴って、最下層で学費援助を受けつつ教育のために小間使いしていた校僕 (servitor) 、中間層の学費生 (batteler) 、その上のフェロー（ないし「ジェントルマン」）一般学生（英: fellow (or "gentleman") commoners）に分けられるようになった。同時期、トリニティは初めて専門の庭師を雇った。

### 17世紀初頭と護国卿時代（1600年–1664年）
17世紀に入ってからのトリニティの歴史は、大きく3代学寮長ラルフ・ケテル（在任1599年 – 1643年）と、8代学寮長ラルフ・バサースト（在任1664年 – 1704年）の2人にまとめられる。ケテルは多くの仕事の中から、ダラム・カレッジの食堂を流用していたダイニング・ルームと、1618年に倒壊した大広間周辺の建物再建を選び、その後地下貯蔵庫を掘って、現在もカレッジのバーとして知られる空間を作った。図書館は複数回改装されて蔵書も増えたが、裏では、エドワード・ヒンドマー（英: Edward Hyndmer）、1625年）やリチャード・ランズ（英: Richard Rands、1640年）など、卒業生からの遺贈がこれを支えていた。あるフェローは、ヒンドマーからの寄付の直後、公式に司書に指名され、少額の給料を貰って職務に勤しんだという。小さな改修もいくつか進められ、トイレ設備なども使えるようになった。「音の管理人」（英: A "sound administrator"）とも呼ばれたケテルは、全ての身分の元学生から基金を募り、設備を整えるため自身の財産も差し出した。現金での寄贈に加え、卒業生が食器を寄付する組合を作ったり、裕福な生徒が大きな金銀食器を強制的に差し出す「食器基金」（英: "plate fund"）という組織も作られ、最高で173ポンド (78 kg)もの食器が集まった。トリニティは堅固な財政基盤を得て、予備の基金に再投資もできるようになり、基金が概ね上手く行ったことから、設備の質・量共に充実が図られた。最後にケテルは、自らの名前を冠した「ケテル・ホール」（英: Kettel Hall）を、オリオル・カレッジから賃借りした隣接地に建設した。ケテルの在任中、このホールはトリニティの生徒たちの宿泊場所として活用されたが、その後トリニティがこの土地を取得するまでの使用法についてはよく分かっていない。改革により一般学生の数は着実に増え、1630年までには100人以上に達したが、多くの生徒が学位を取得せずに学校を去った。学費は生徒によって大きく異なっており、また大酒飲みや賭博が最も多い悪行として記録されている。
オックスフォードの他カレッジと同様に、1640年代はトリニティにとって不遇の時期だったが、これはイングランド内戦の影響である。1642年の段階で、カレッジにはチャールズ1世へ200ポンド（2023年時点の￡43,800と同等）の貸し付けがあったが、これが払い戻されることは無かった。その後、オックスフォードは短期間要塞に転換され、王党派に対する防御の拠点となる。1643年1月19日には、537ポンド（2023年時点の￡115,200と同等）の価値があったトリニティの食器がほとんど全て王室に没収され、そのまま返還されずに終わった。この時没収されずに残ったのは、聖爵と聖体皿（パテナ）がひとつずつ、また大型の酒瓶であるフラゴン (Flagon) が2つだけだった。多くの学生が学籍を離れ、補充もされないどころか、追従するフェローもいる有様だったので、カレッジは王宮の人々に部屋を提供するよう迫られた（カレッジの卒業生にとっては特に魅力的な申し出でもあった）。それにもかかわらず、カレッジは財政破綻に陥る。1646年6月に、国会の圧力でオックスフォードが引き渡された時には、双方の代表者をトリニティ・カレッジの卒業生が務めていた。大学引き渡し後、オックスフォードから王党派が排斥されたが、ケテルの死を受けて1643年にトリニティの学寮長に就任していたハンニバル・ポッターは、辞任要求へ静かに反抗し、その後強制的に追放された。彼の追放はその後12年間に及んだ。
戦後、国会議員による監査 (Parliamentary visitation of the University of Oxford) が行われ、トリニティにはフェロー3人・スカラー9人・一般学生26人が在籍していると確認されたが、フェロー2人・スカラー1人・一般学生1人・経理部長2人は、国会への忠誠宣誓を拒否して強制退去させられていた。新しい学寮長になったロバート・ハリスはトリニティに押しつけられただけの人選だったが、10年間の学寮長生活の間で、何か騒ぎがあったという証拠は見つからない。むしろ、トリニティはゆっくりと復活し、財政状況も着実に改善していた。ハリスは1658年12月12日に亡くなり、フェローたちは国会の監査員に干渉される前に、ウィリアム・ホーズ（英: William Hawes）を彼の後継者として選出した。ホーズ自身は9ヶ月後に病に倒れ、画策して死の直前に辞任したが、これはフェローたちが再び国会議員たちを出し抜けるようにとの意図だったと考えられている。フェローたちは「学寮長職を全うできる最適の人物のひとり」（英: "one of the most able men to hold the presidency"）としてセス・ウォードを選出したが、1660年代のイングランド王政復古により、ポッターら戦前の主要人物がオックスフォードに帰還したため、彼の施政は長くは続かなかった。ポッターは1664年に亡くなったが、その最期は穏やかなものだったと考えられている。新しく学寮長に就任したラルフ・バサーストは、断続的ながら、既にカレッジの運営に関与した経験があった。彼は学生数の大幅増加が目下の最重要事項だと述べた。

### バサーストのトリニティ（1664年–1704年）

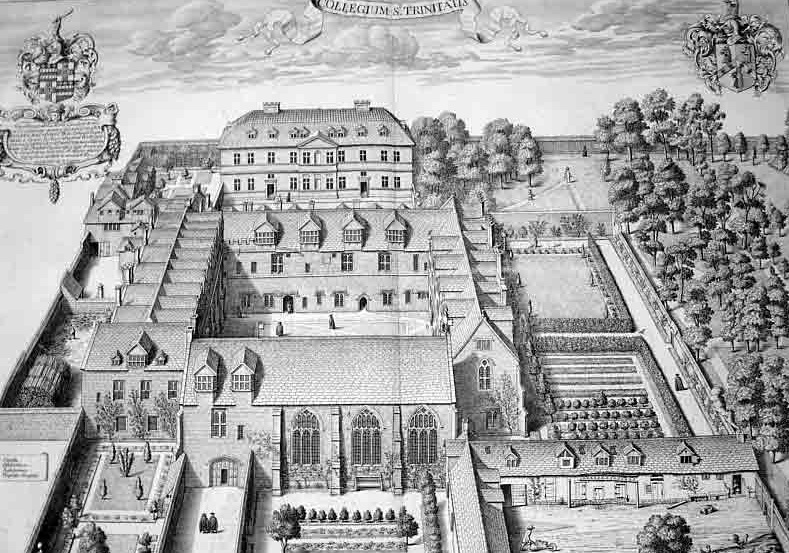
1675年にデイヴィッド・ローガンが描いたトリニティ。情報には1668年に完成した北区画が描かれているが、1684年に完成した西側区画は描かれていない

バサーストの計画は30年にわたって実行されたが、建設後すぐに構造が脆くなっていた15世紀初頭の大聖堂や、談話室 (common room) として使われていたオールド・バーサリー（英: the Old Bursary、旧会計課の意味）など、多くの建物が建て替えられた。古い台所は1681年に交換され、学寮長公舎も改装された。2つのローンを組んで1694年4月に完成した大聖堂は、ピョートル1世のオックスフォード訪問中に唯一完成していた建物だが、彼がこの大聖堂に足を踏み入れたかどうかは記録が定かでない。また華麗な大聖堂の最終設計と同じように、クリストファー・レンが担当して独立した建物がひとつ建設され、これが中庭を囲んで現存する建物（英: the college's "Garden" quadrangle）の北側部分となった。卒業生やフェローから1,500ポンド（2023年時点の￡325,200と同等）の建設費用を集め、新区画は1668年までに使用が可能になり、また入居者によって内装調度品が次第に充実していった。バサーストはキャンパスの拡充をさらに追求し、1682年から1684年に現存する中庭の西側にあたる独立区画を建設し、19世紀遅くには、この建物にエポニムとして「バサースト棟」（英: "Bathurst building"）との名前が付けられた。
バサーストが望んだ通り、彼の計画でトリニティには、規模の拡大と収入の増大がもたらされ、1680年代までには再び100名以上の学生を抱えるまでになった。この成長は特に、イングランド中産階級の子どもたちによって支えられており、彼らは自分たちの富を示すのに、オックスフォードで1番学費のかかるカレッジに入学するのが手っ取り早いと考えた。もっとも学寮費の順位は次第に廃れていったが、それでもトリニティは、4分の1の学費で年4、5人の給費生入学を認めていた。カレッジはもっと違う方法で変革していった。祈りへの参加は未だに強制的だったが、例えば祈祷会欠席の罰は次第に緩和されていき、夜間外出禁止令もこれに追従した。カレッジの本部は有力者の息子たちが学業不振でも大目に見る覚悟をしていたが、時間割は未だに全員1日7時間で、さらに追加の3時間講習が数多く組まれた。講義は「内々に」("in house") 行われたが、扱う科目は次第に増え、以前の学生たちが受講していた、より古典的な科目に加えて、「実験的哲学」（英: "experimental philosophy"）の講義などが組まれるようになった。また、カレッジは、オックスフォードで最も速く、学部生向けにカレッジの図書館を開設した。

### 18世紀（1704年–1799年）
18世紀に入ってのカレッジには、そうそう運勢の変化は現れず、17世紀終盤と同じように経済的安定が維持された。バサーストは1704年に亡くなり、学寮長の座は不運なフェローだったトーマス・サイクス（英: Thomas Sykes）に渡った。サイクスは学寮長就任までに体調を崩しており、翌年に亡くなった。新しい学寮長となったウィリアム・ドブスン（英: William Dobson）はサイクスと同世代で、30年近くにわたってフェローを務めていた人物だった。ドブスンはすぐに、ヘンリー・ノリーズ（英: Henry Knollys）という生徒を、チューターの望みに反して除籍し、議論を呼ぶことになる。決定を声高に批判したとして、その後さらに2人の一般学生が放校された。ドブスンはまた、大学でホイッグ主義を支持したことや、フェロー任命の伝統を打ち壊そうとしたことでも批判された。ドブスンは1731年に亡くなり、フェローによる占拠で次の学寮長にはジョージ・ハデスフォード（英: George Huddesford）が選出されたが、彼は学寮長としては比較的若かったので、44年292日というカレッジ史上最長の在任期間を誇ることになった。ハデスフォードは自身のお気に入りで、今日でも学術・文学面でその名が知られるトーマス・ウォートンと対立したとして、思いがけなく彼に勝利したジョゼフ・チャップマン（英: Joseph Chapman）を更迭した。チャップマンはその後1805年に亡くなった。
中庭の全3面には、3階建ての建物が1728年に完成し、外装はレンの手によるフランス式の華麗なデザインで覆われることになった。また大食堂は1774年頃改装され、バロック式の内装は初期ゴシック様式に変更された。カレッジの用地は創設当初と比べるとわずかに拡大したが、これはベリオール、セント・ジョンズ両カレッジの境界が1864年に改訂され（これが現在の境界線である）、1780年から1787年にかけ、この場所の小区画を複数購入してコテージや仮説便所が建設されたためである。これに加え、トリニティ出身のイギリス首相のうち、フレデリック・ノース (第2代ギルフォード伯爵)（ノース卿）とウィリアム・ピット (初代チャタム伯爵)（大ピット）が18世紀にこのカレッジを卒業し、1765年から本の貸し出しを行っていたカレッジの図書館には、サミュエル・ジョンソンが足繁く通うようになっていた。実際のところ、学位を熱心に追い求めていた学生はこの頃ではほとんどおらず、生活費が増大し規則から宗教色が薄れていく状況下にあって、増え続けるトリニティのささやかな年間収入は、その多くが正式な教育など比較的必要性が薄い中流～上流階級の生徒によって賄われるようになっていった。最後の給費生が入学したのは1763年のことだった。このため、カレッジの環境は創設当初とは大きく変わり、カレッジの課す罰も多くが見直され、その内容からは、カレッジが生徒の酒量と狩猟用の犬の飼育を懸念していたことが分かる（銃が禁止されたのは1800年のことだった）。また、一定の口頭試験（現代の「コレクション」 (en) の先駆け）を導入し、1789年からは全生徒に対し年2回の試験を行うようになった。

### 19世紀（1800年–1907年）

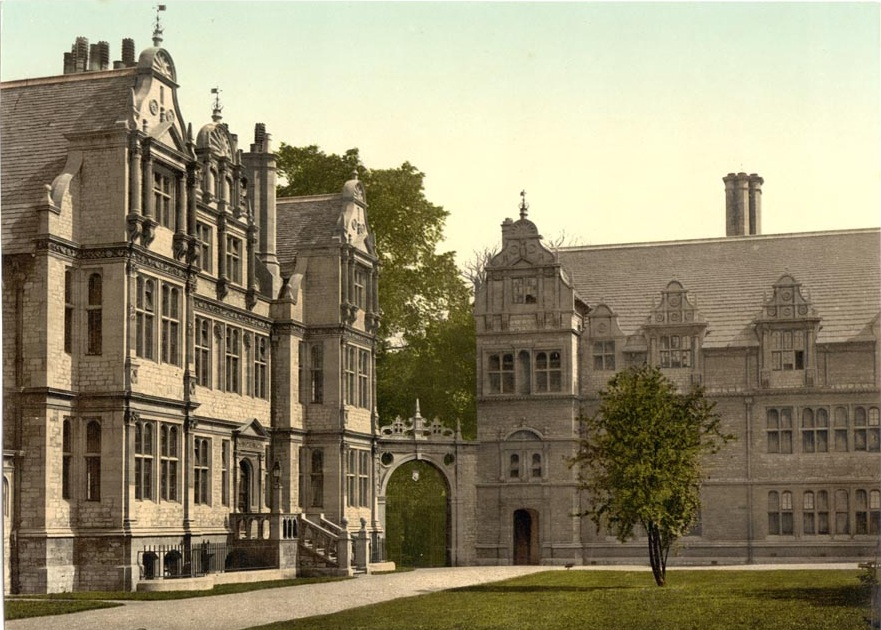
1890年頃（推定）のトリニティ。左手には学寮長公舎、右手に「新校舎」("new buildings") がある。この様子は今日でもほとんど変わっていない

オックスフォードで学究的生活を送る生徒の不足はトリニティに限ったものではなく、不安が大きく広まった結果、大学は19世紀初めに「オックスフォード大学試験規則」（英: the Oxford University Examination Statute）を導入し、学位の取得条件として以前よりも格段に厳しい試験を課すようになった。19世紀前半のトリニティは、教育の改革を行おうという勢いに対し、概して好意的に反応した。「コレクション」は1809年に規格化・正式化され、当時学生だったジョン・ヘンリー・ニューマンは1817年までに、「一層の厳格化」でトリニティが「最も厳しいカレッジになる」として喜んでいる。しかしながら、トリニティ卒業者が最後に第一級優等学位を取って卒業したのは10年も前のことだった。ジョン・ウィルソン（英: John Wilson、1850年就任）の学寮長任期までには、トリニティ・オックスフォード大学の双方で、信仰の道に教え導くことではなく、しっかりとした学習が必要とされるようになっていた。
1850年に設立された王立委員会は大学の実情について調査し、ウィルソンはこれにならってトリニティの調査を行おうとしたほか、日々のチュートリアルや奨学金制度 (Exhibition (scholarship)) の構築を可能にしたり、学部生にとっての図書館利便性を向上するため、聴講生の授業料値上げを申し出た。この尽力でウィルソンは、王立委員会が思い描いた、他カレッジの生徒に対してより開かれた場所にするという施策を助けることになった。1870年までに8つの奨学金制度からは信仰の義務が除かれ、1882年には大聖堂司祭以外のフェローへの神品機密は任意性となった。加えて、トリニティ創建以来非両立性と考えられてきた結婚が認められるようになった。また1816年には希望者全員に任意の奨学金を貸与するようになり、1825年からはスカラーだけでなく元スカラーにもフェロー就任を認めた（但し宗教的拘束の条項は保持された）。1843年には、他のカレッジ出身の生徒にもトリニティのフェロー就任が認められるようになった。

### ブラキストンのトリニティ（1907年–1939年）
ハーバート・ブラキストンは、フェロー間での2回目の選出を経て、1907年3月17日に学寮長に選出された。ブラキストンはスカラー、チューター、シニア・チューター、内部経理部長（英: domestic bursar）などを歴任し、1898年にはカレッジの歴史を初めてまとめた本を著すなど、25年余りトリニティをほとんど離れずに過ごしてきた。ブラキストンは有能だが冷淡で、一風変わっていながら経済的には財布の紐が堅く、1931年の辞任まで内部経理部長と学寮長を兼任し、その後は1942年に亡くなるまで「長老指導者」（英: "elder statesman"）として君臨した。この期間は適度な歓楽があったことで特徴付けられるほどで、定期的に酔っ払った生徒が大かがり火を焚く有様だったが、ブラキストンは中流階級の子どもたちが入学への自信をなくさないよう、生徒の退学処分をあまり行わなかった。同じ理由から、彼は在任中に非白人の生徒を1名とはいえ受け入れを認めたほか、1920年にはカレッジに女子生徒を受け入れた。これと関連して、リベラルだったベリオール・カレッジとの対立は、一時最高潮に達した。
1914年に第一次世界大戦が始まってから、トリニティの学部生の数は劇的に減少した。5月にはカレッジに150人が住んでいたが、年末までには30人に迫り、戦争終結時には一桁台にまで落ち込んでいた。ブラキストンは遺族に手紙を書き送ったが、その数はすぐに膨れあがり、中にはヴィクトリア十字章を2回受けたイギリス陸軍のノエル・ゴドフリー・シャバス（1917年没）の家族もいた。学費を払う生徒はほんのわずかで、カレッジの財政は傾き、ブラキストンをはじめとした多くのスタッフが給料を大きく減額した。武装隊のために接収された部屋からの収入は、カレッジの長期展望を可能にし、新入居者のために新設された浴室はほとんどただで建設された。多くの生徒がカレッジを去ったのに続き、フェローも軍に奉仕するとして数人が立ち去った。必然的に、ブラキストンもカレッジや大学全体のためにより多くの管理職業務を強いられるようになり、1917年から1920年までは大学の総長 (en) も務めた。それでも彼は「カレッジ・マン」（英: "a college man"）としての自分を貫き、大学全体の仕事をしていた期間は、その多くがトリニティの独立を守ることに捧げられた。
トリニティ全体では、820名の生徒・卒業生が軍へ奉仕し、153人が戦死した。それでもなお、平和によりトリニティは再興し、2年以内に戦争前の生徒以上の数が戻ってきた。ブラキストンは1919年に、戦死者を悼むモニュメントの設置に乗りだし、新しい図書館を作るという提案は受け入れられた。新図書館は1928年に開館したが、建築資金の多くは寄付金で賄われた。ブラキストンは自ら設計に乗り出したが、華麗なエントランス通路は住居用新区画が隣接して建てられた際に取り除かれた。しかしながら、中流階級の多いトリニティは、この時期を通して学業よりもスポーツの方で知られた（フェローのシリル・ヒンシェルウッドによる研究が数少ない例外である）。他にも大聖堂の修復、コテージ（現ステアケース1）の改装、新浴室の建設などが行われた。

### 最近のトリニティ（1939–現在）
1939年9月には第二次世界大戦が勃発したが、第一次世界大戦ほどの大きな影響は受けず、大学全体で導入された新進士官用のコースや、隣接するベリオール・カレッジの居住施設が接収されたことに伴った新しい建物の借り受けなどで活気を保った。他のカレッジでは生徒数が減少したが、トリニティではその数を保ち、トリニティでは物資不足の中でも良い生活水準の維持に励んだ。それでもなお、戦死者は25年前の第一次世界大戦と同じくらい出て、仕官して戦死した卒業生は総勢133人に上り、またオックスフォードの卒業者が多く配属されたイギリス空軍で特に多かった。加えて、シニア・コモン・ルーム (Senior Common Room) のフェロー会員は、少なくとも戦時中に大きくその数を減らした。
2013年の段階で、トリニティはオックスフォード中最小のカレッジのひとつだったが、それでも戦後は学生数を大きく増やした。カンバーバッチ棟（英: The Cumberbatch buildings、現在のステアケース3・4）は住居区画として1966年に新設され、また数世紀の時を経てくすんでいた石造りの建物が、オックスフォード中で改装されたことで、カレッジは大きな恩恵を受けた。大広間の漆喰は女王のトリニティ訪問に合わせて再工事され、女王は夫のフィリップ王配、ハロルド・マクミラン首相と、1960年のセント・キャサリン・カレッジに合わせてトリニティを訪れた。卒業生の増加に伴い、1964年にはミドル・コモン・ルーム（談話室の一種）が用意されたほか、フェローの数も増員された。拡張工事の費用は大半が寄付で賄われ、これに加えてブラックウェルズからは、地下のノリントン・ルーム（英: Norrington Room、当時の学寮長だったアーサー・ノリントンに因む）の建設用基金・賃貸借契約も受けた。その後は、ローリンソン・ロード（英: Rawlinson Road、1970年）とスタヴァートン・ロード（英: Staverton Road、1986年）の整備、18番目のステアケース建設（1992年）などが行われた。
貧しい生徒のため基金を拡大したことで、戦前にトリニティが行っていた中流階級優遇は時代遅れとなったほか、レイシズムであるという噂を断ち切るのは難しいことが分かった。ベリオールとのライバル関係は再び活気づき、1952年にトリニティのボート・チームが行ったブラックフェイス・パフォーマンスや、ベリオール側からの談話室襲撃（1963年）など、多くの事件が起きた。しかしながら、カレッジの厳格な伝統は、その多くがゆっくりと消え去っていった。カレッジの自由化は、ノリントンの公認であるアレクザンダー・オグストン（英: Alexander Ogston）の時代に加速した。トリニティでは1968年に初の女性講師を招き、1972年からは夜通しの来客者、1974年からは週末の来客者を許可し、1977年には夜間外出禁止令も廃止された。この時までにカレッジは、戦後の雇用状況に合わせ、使用人の雇用から、専門職スタッフの雇用へと軸足を移していた。結果として、朝食・昼食はセルフ・サービスとなり、また学生向けの台所施設は1976年に設置された。また、談話室は、1972年から生徒間の基金によって直接運営されるようになった。最も大きな変化は1979年の女子生徒入学許可だったが、この移行は比較的スムーズにいった。最初の女性フェローは1984年に選出され、日々の仕事は以前の僧院のようなものから、近代的カレッジのものへと転換した。

## トリニティとベリオールのライバル関係
長年の間、トリニティ・カレッジの学生と、すぐ西側にあるベリオール・カレッジの学生は、伝統的で熱心なライバル関係にある。ライバル関係は、競技場や川でのスポーツで証明されることもあるし、多かれ少なかれ侮辱的な歌を作って境界の壁越しに聞かせることも、互いのカレッジへの「急襲」（英: "raids"）という形で明らかになることもある。この関係は、ケンブリッジ大学にあるトリニティ・カレッジと、ベリオールの姉妹カレッジであるセント・ジョンズ・カレッジ (ケンブリッジ大学)の関係を反映したものである（但し、トリニティ・カレッジ同士は姉妹カレッジではない）。
カレッジの昔話を見ると、このライバル関係は17世紀遅くにまで遡ることができ、トリニティ・カレッジの学寮長だったラルフ・バサーストが、ベリオール・カレッジの窓から石が投げられるのを見て驚いた、という逸話が残されている。実際のところ、最初の対立は1583年に記録されているものの (en) 、現代のようなライバル関係が露わになったのは1890年代遅くのことで、この頃、ベリオール・カレッジ側から "Gordouli" と呼ばれる歌が歌われるようになった。この歌の詩は以下の通りである。
| 原詩                                                                  | 日本語訳                                                                                        |
| --------------------------------------------------------------------- | ----------------------------------------------------------------------------------------------- |
| "Gordouli Face like a ham, Bobby Johnson says so And he should know." | "Gordouli"、 その顔はハムのよう、 ボビー・ジョンソンがそう言ってるぞ、 やつの耳にもどうせ入る。 |

これらの歌詞は今ではほとんど聴かれないが、壁越しに聞こえた曲の節は、今でも "a Gordouli" として知られている。元々の歌は、第一次世界大戦中に、メソポタミア作戦の塹壕でベリオール・トリニティ両カレッジの出身者によって歌われていたと伝わる。
ライバル関係は20世紀初頭にもうひとつの側面を見せることになり、ベリオール・カレッジの学生が多く左派的・急進的な政治姿勢を取ったのに対し、トリニティ・カレッジの学生は、伝統的に保守主義で社会的排他主義を取った生徒が多かった。1907年から1938年まで、トリニティ・カレッジの学寮長はハーバート・ブラキストンが務めたが、彼は非白人の生徒の入学に消極的だったとして悪名高かった。また彼は、当時政府機関が入植を宣伝しようとしていた、イギリス領インド帝国からの学部生を受け入れるようにという、インド省からの圧力を頑として拒んだことでも有名である。ベリオールは対照的に、インドを始めとしたアジア諸国の学生を数多く受け入れ、トリニティ・カレッジ側からは、明らかなレイシズムのトーンで揶揄されたこともあった（例えば、ベリオールの学生たちは、レソトに住む民族であるソト族を意味する「バスト人」（英: Basutos）と呼ばれることもあった）。
ドロシー・L・セイヤーズは、1931年に発表したピーター・ウィムジイ卿シリーズの小説『五匹の赤い鰊』の中で、ベリオール・カレッジ出身のピーター卿に、トリニティにいた同年代の学生で誰か覚えていないか問い掛けるシーンを書いている。卿は「トリニティの人間なんか覚えていない」と返し、更に「ユダヤ人はサマリア人と関わり合いになんかならない」と述べる。セイヤーズはまた、1933年発表の『殺人は広告する』でもライバル関係を描き、トリニティ出身のイングルビィ氏（英: Mr Ingleby）に、「もしあれよりもっとおぞましいことがあるとすれば、ベリオール出身ということだな」（英: "If there is one thing more repulsive than another it is Balliolity."）と言わせている。
1962年から1963年頃、ベリオールからとんちの効いた襲撃があり、ラッパズイセンで埋め尽くされたトリニティの談話室 (JCR) の芝土を巻き込む事態となった。トリニティの学生3人（リチャード・トッド、リチャード・コーエン、ディードリー・スモール）が、1985年10月にベリオールの学部1年生に仕掛けた悪戯は、最も有名な事件のひとつでもある。彼らは「ベリオール」との見出しが付いた紙を使い、ベリオールの新入生たちに個人的に次のような手紙を出した。
手紙は水曜日の夕方に送られ、ベリオール側は57人がこのいたずらに引っかかったことを認めた。この事件は、『デイリー・エクスプレス』で「学生たちがお隣さんにちっぽけなジョークを」（英: "students play wee joke on neighbours"）との見出しが付いて報道された。この一件は、トッドとコーエンがベリオール・カレッジに向けて広げた、「私たちはベリオールです。おしっこを持ってこないでください！」（英: "We are Balliol. Please Don't Take The Piss!"）という垂れ幕で一件落着した。最近では、2010年にトリニティのSCRの池が荒らされ、1匹を除いて全ての魚が死ぬという事件が起こっている。

## 著名な卒業生
5世紀以上の歴史を持つカレッジからは、アカデミア、政治、科学、宗教、芸術分野で活躍した卒業生が多数輩出された。カレッジ出身の首相経験者は3人で、この数字はベリオール・カレッジと並んで2番目である（最も多いのはクライスト・チャーチ）。
ニューマン枢機卿ことジョン・ヘンリー・ニューマンは、トリニティ・カレッジで学んだ後、オックスフォード運動の中心として活動し、その後ローマ・カトリックに改宗して枢機卿に就任した。「大ピット」の名で知られるウィリアム・ピット (初代チャタム伯爵)もトリニティ・カレッジ出身で、カレッジからはピットの他にフレデリック・ノース (第2代ギルフォード伯爵)、スペンサー・コンプトン (初代ウィルミントン伯)が首相に就任している（いずれもホイッグ党）。物理学者のヘンリー・モーズリーは、元素の特定X線の波長が、原子番号と一定の関係を持つことを見出し、この法則は後に「モーズリーの法則」と呼ばれるようになった。リチャード・フランシス・バートンは、タンガニーカ湖発見で知られる探検家であるほか、『千夜一夜物語』の英訳を行ったことでも知られている。

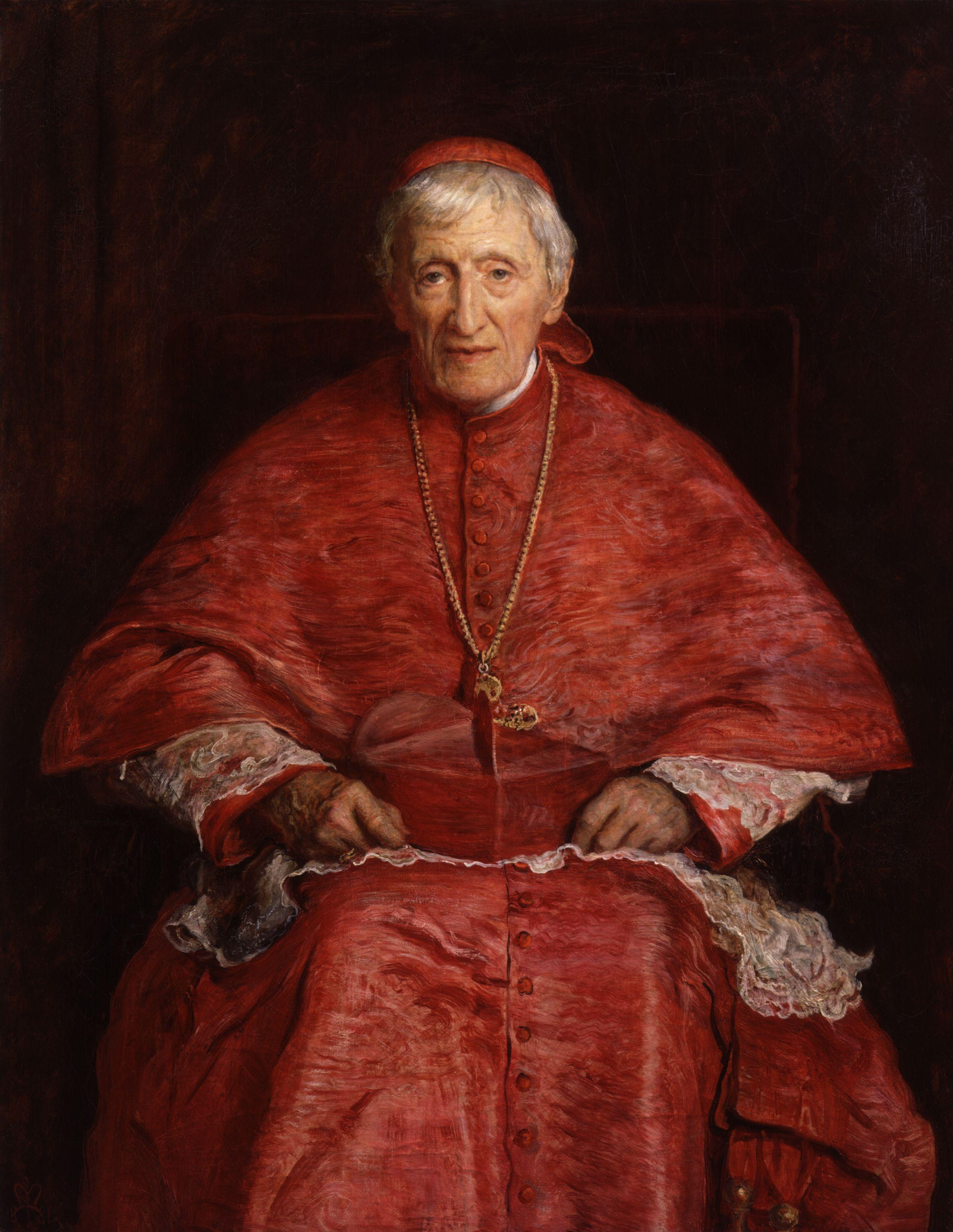
ジョン・ヘンリー・ニューマン（ニューマン枢機卿）
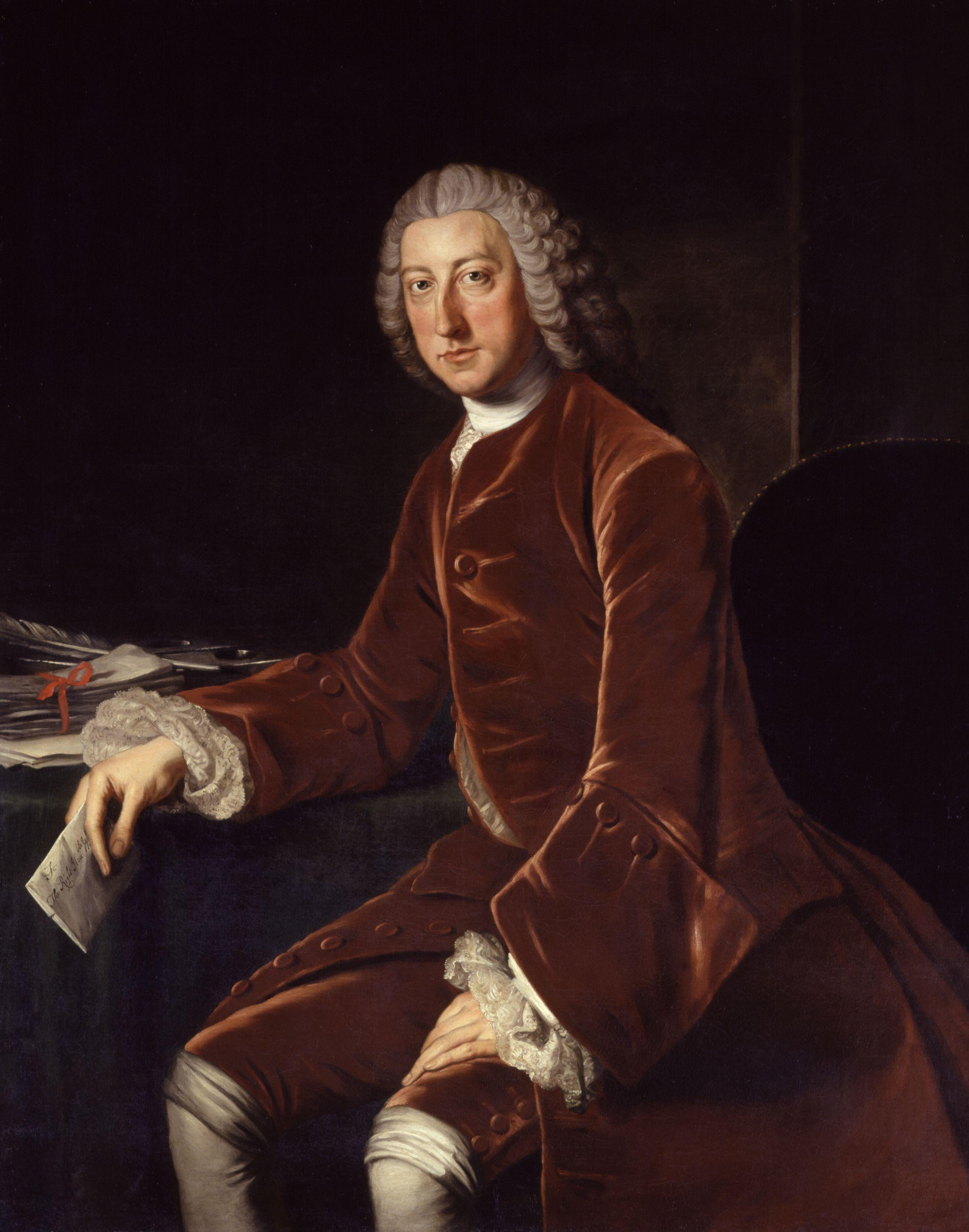
大ピット
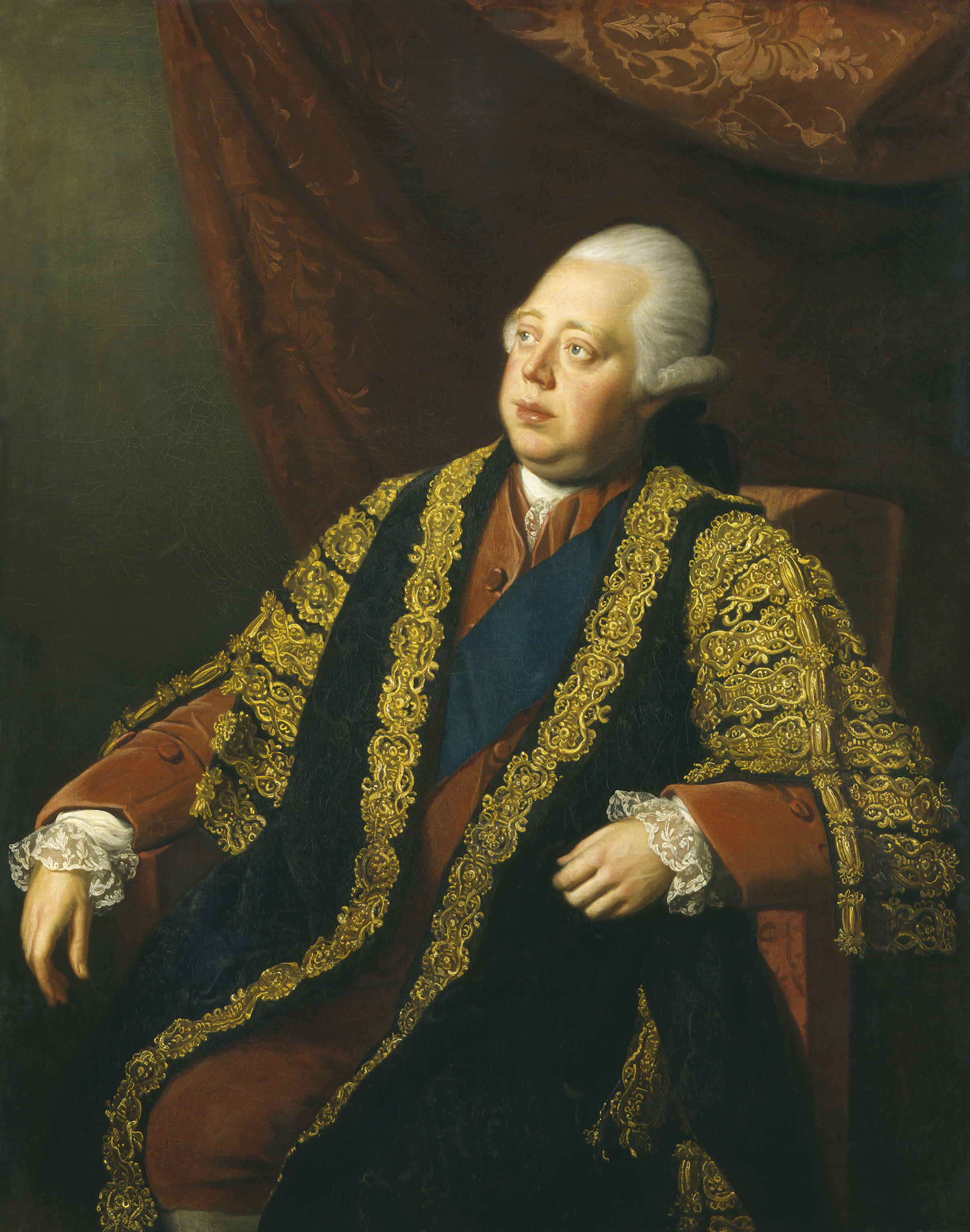
フレデリック・ノース (第2代ギルフォード伯爵)
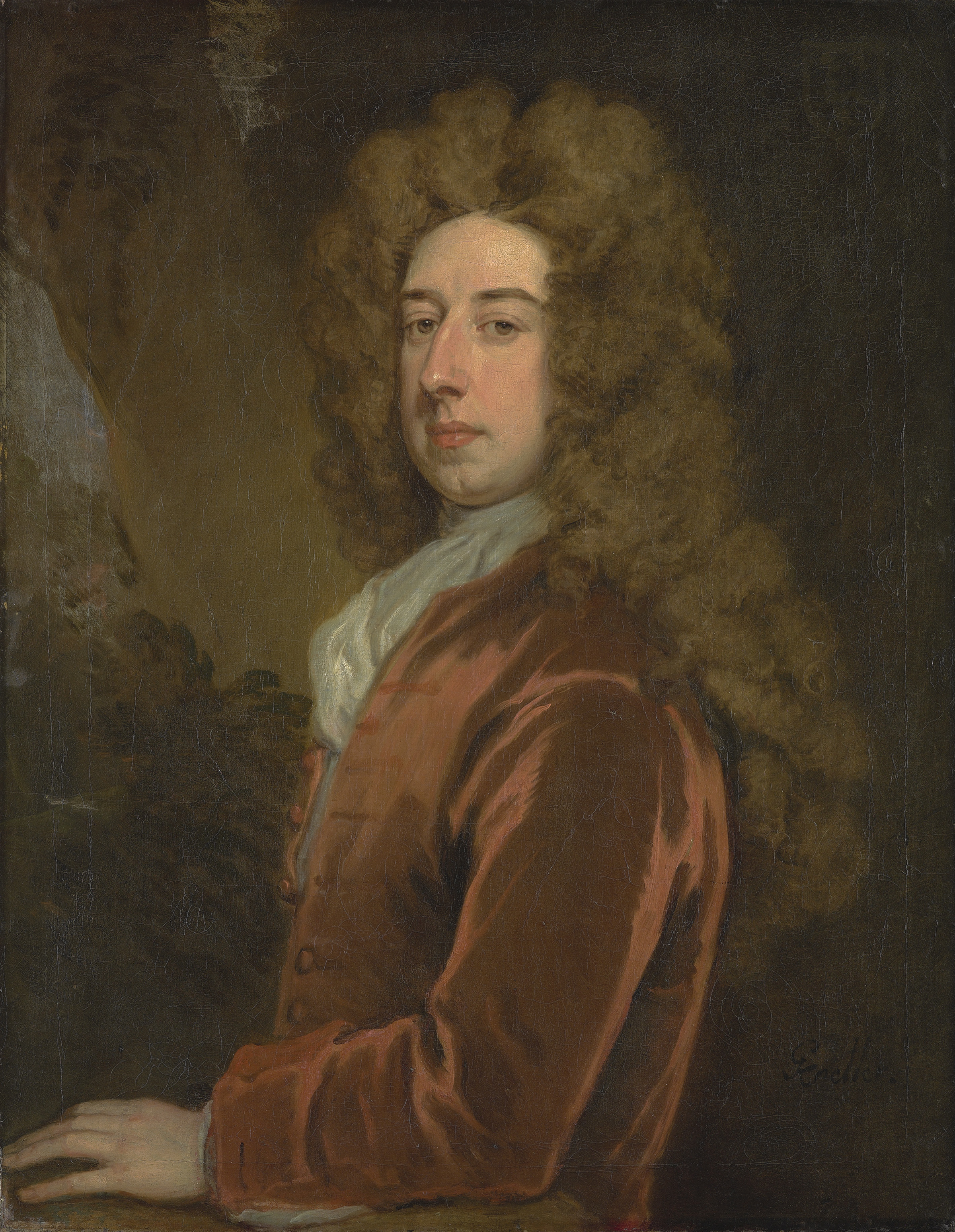
スペンサー・コンプトン (初代ウィルミントン伯)
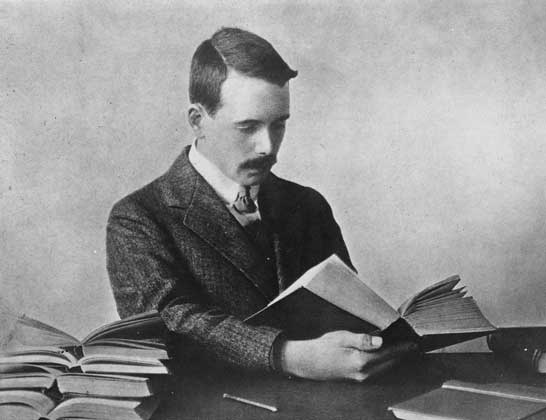
ヘンリー・モーズリー
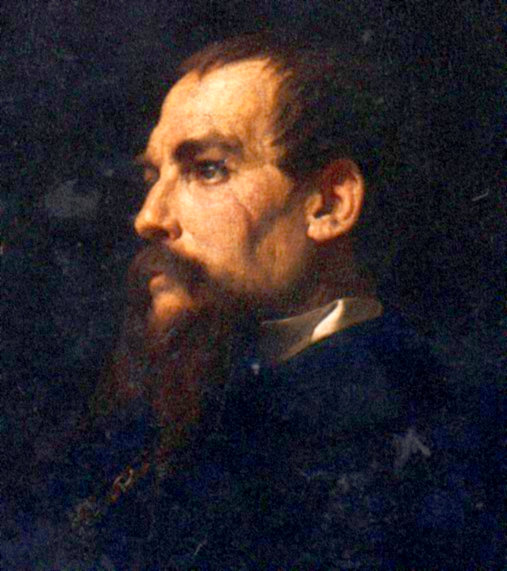
リチャード・フランシス・バートン

## 建物

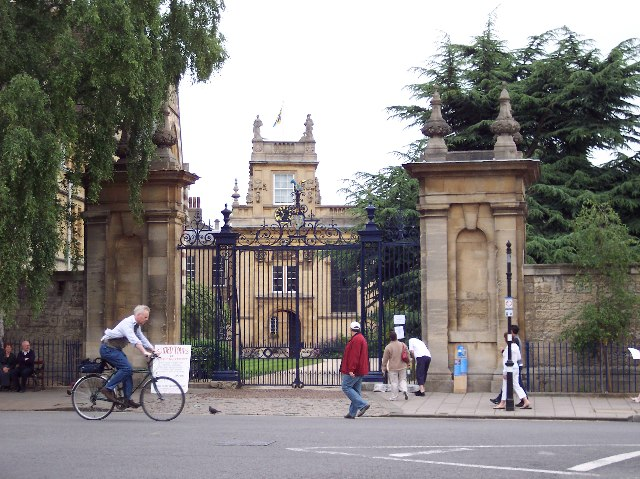
ブロード・ストリートから見たエントランス

メイン・エントランスはブロード・ストリートに面しており、ベリオール・カレッジとブラックウェル書店の間で、タール・ストリートの向かいにある。カレッジは、壁ではなく鉄製の尖り杭の柵でぐるりと囲まれ、目立つ青色の門はオックスフォードの他カレッジと比べ、開かれて入りやすい印象を持たせる。カレッジの後ろ側はセント・ジョンズ・カレッジに面しており、セント・ジャイルズやパークス・ロードに通じる門もある。主要な4つの中庭の他に、小さな木立があるゆったりした芝生の庭も名所になっている。

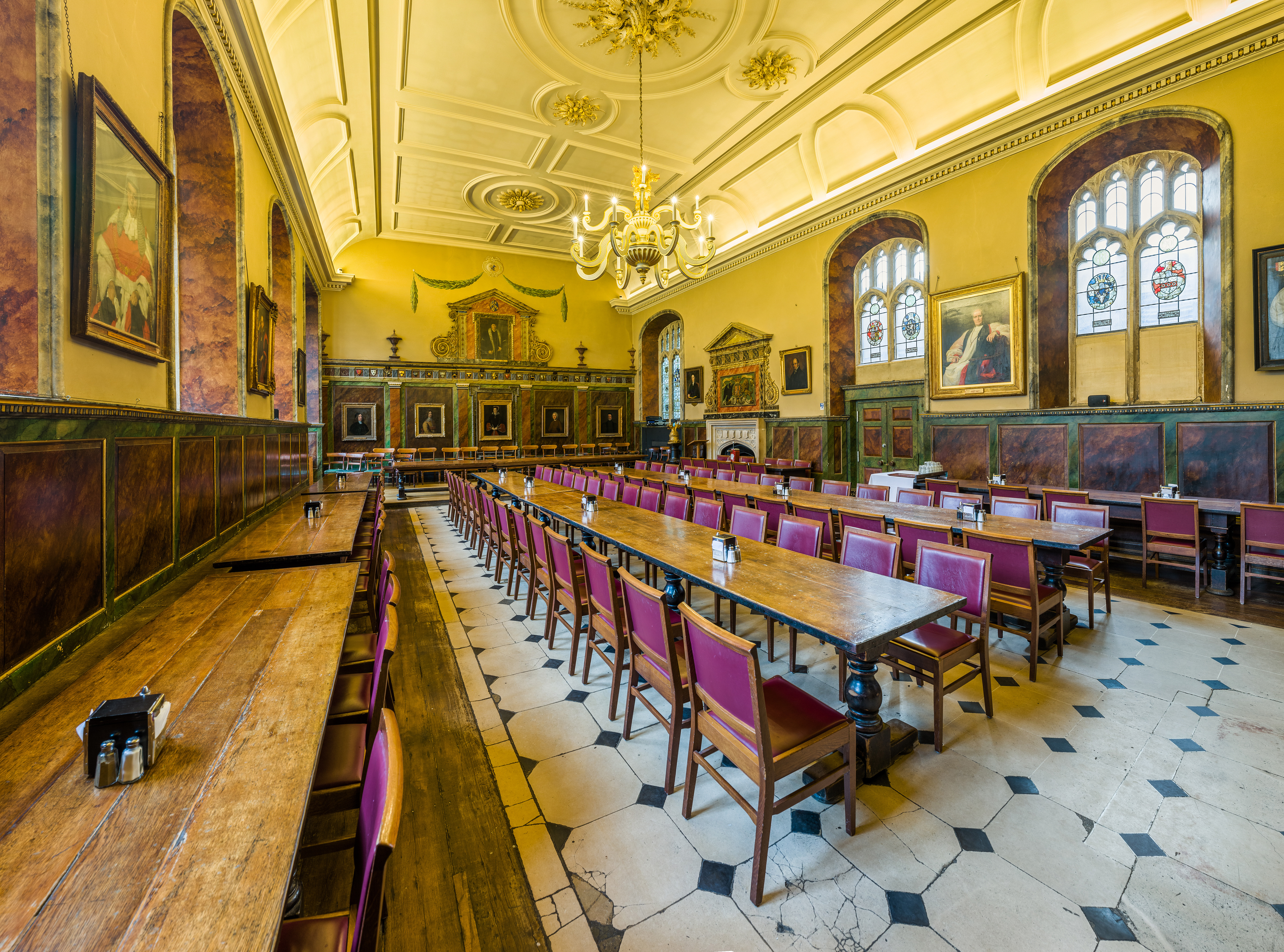
ダイニング・ホール

カレッジの元学寮長だったアーサー・ノリントンにその名を因むノリントン・ルーム（英: Norrington Room）は、10,000平方フィート (930 m2)の広さを誇り、ブラックウェル書店が入居して、カレッジの真下に併設されている。
西塔のてっぺんには、女性の彫像が4体あるが、これは天文学・幾何学・医学・神学を表すものである（但し、人文主義における四学は、天文学・数学・幾何学・音楽である）。またカレッジにはスカッシュ用のコートが存在する。
トリニティ・カレッジでは『博愛と友情』の撮影が行われたほか、チャールズ・フィンチの小説『ラスト・エンチャントメンツ』（原題）に登場するフリート・カレッジ (Fleet College) のモデルにもなっている。また、『主任警部モース』や『オックスフォードミステリー ルイス警部』、『刑事モース〜オックスフォード事件簿〜』のエピソードなどにも登場する。

### 大聖堂（チャペル）

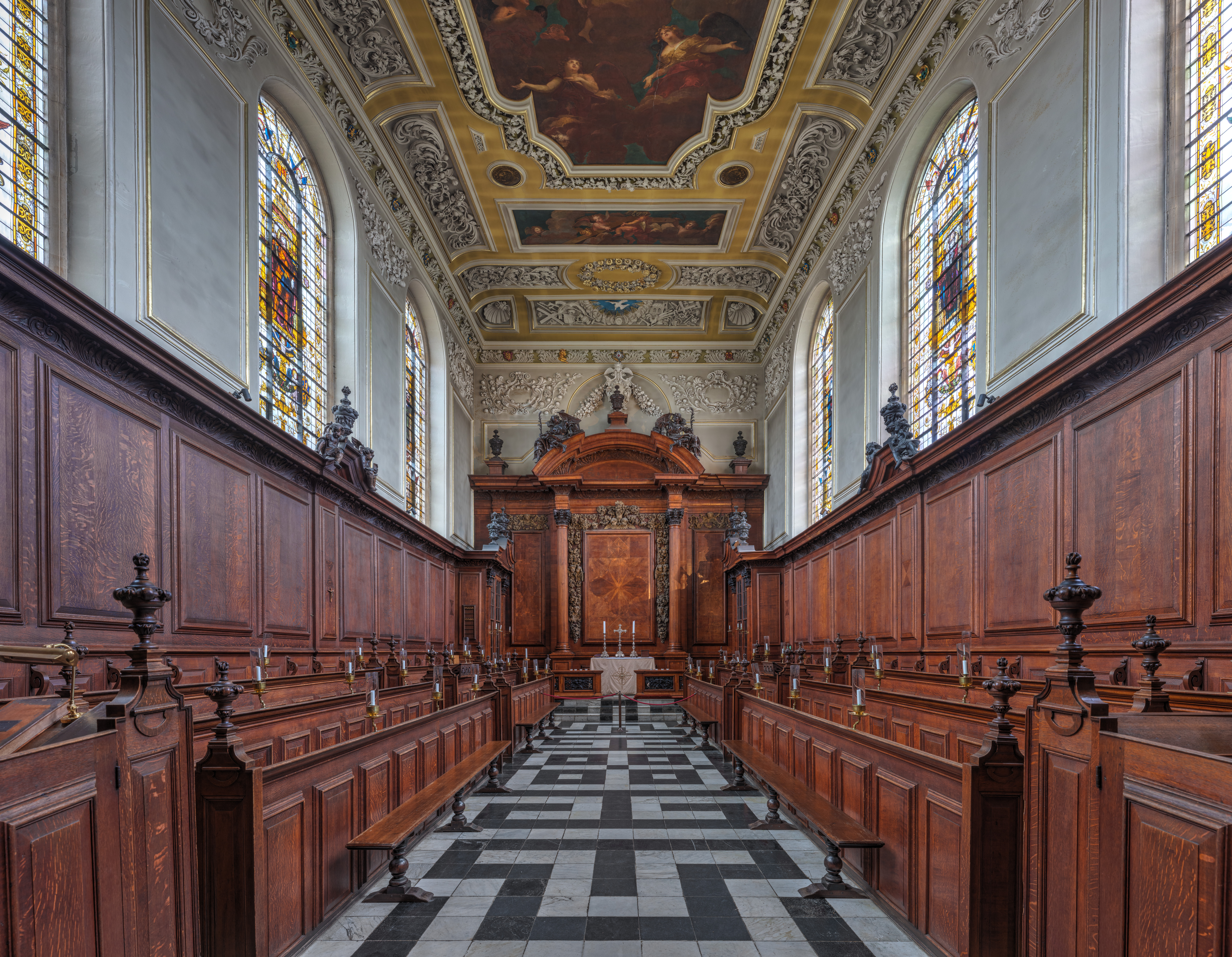
大聖堂（チャペル）

大聖堂（チャペル）はヘンリー・オルドリッチがクリストファー・レンの助言を得ながら設計したもので、1694年に聖別された。トリニティ・カレッジ大聖堂聖歌隊（英: The Trinity College Chapel Choir）は、8人までの聖歌隊スカラーと、30人以上のボランティア唱歌隊で構成されている。この聖歌隊は大学随一の人数を誇り、メンバーの大半はカレッジの関係者である。聖歌隊は、毎週日曜日の夕べの祈りで歌うほか、2、3週に1回歌唱し、カレッジの行事にもなっている。音楽監督はカレッジにおらず、オルガン・スカラーが演奏に責任を持ち、またチャプレンがこれを監督する。
聖歌隊は毎年ツアーを行っており、2008年にはダブリンでコンサートと聖パトリック大聖堂での聖餐式（英: Sung Eucharist）で歌ったほか、2009年夏にはローマ、2010年にはパリ、2011年にはバルセロナ、2012年にはウィーンを訪れている。2009年には "A Voice from Afar"と銘打ったCDをリリースし、当時のオルガン・スカラーだったキャサリン・ウォレス（英: Catherine Wallace）が監督を務めた。

### ギャラリー
ここで「クワッド」(Quad) というのは、中庭に面したそれぞれの建物のことを指す。

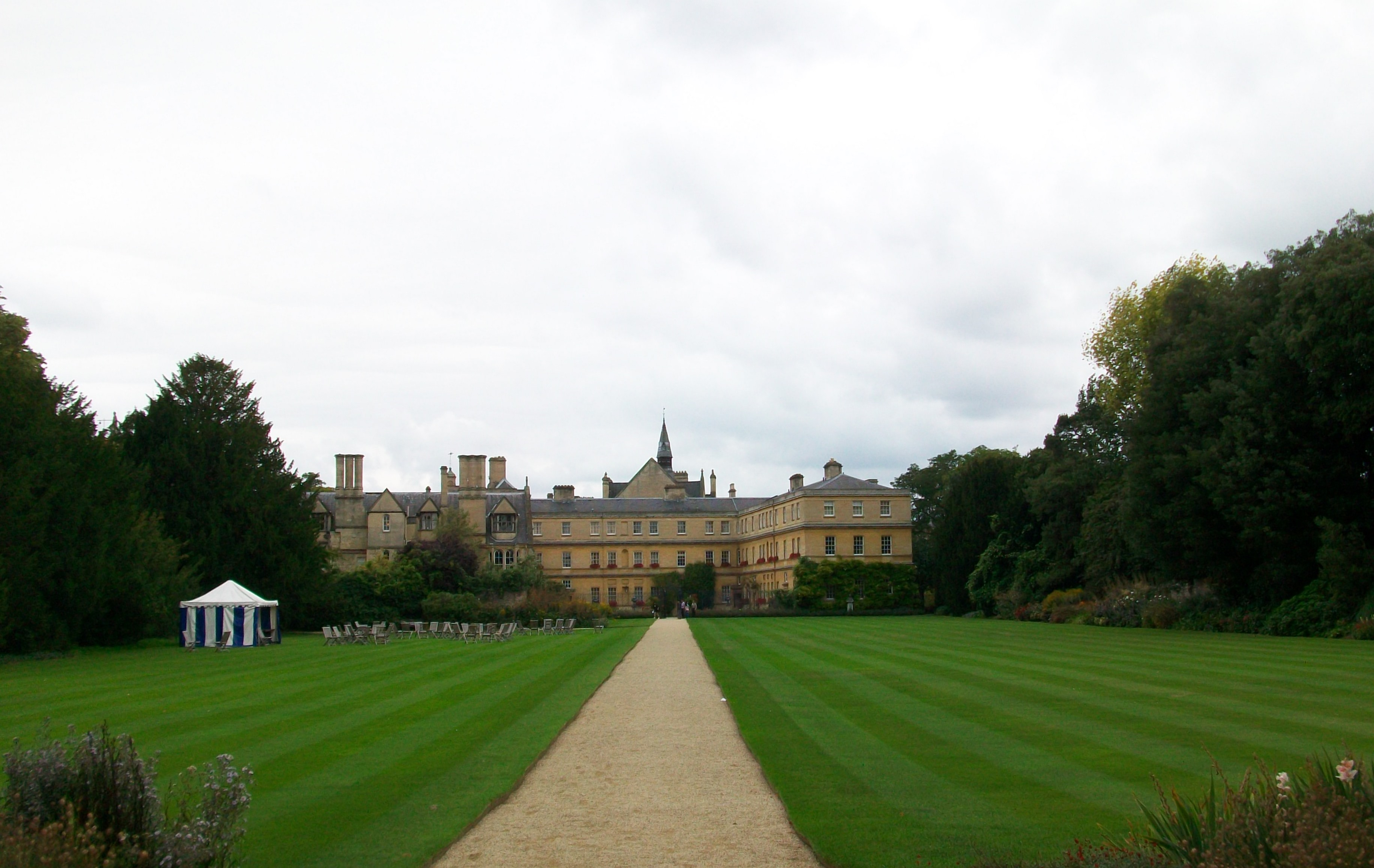
ガーデン・クワッドを前にしたカレッジの裏庭
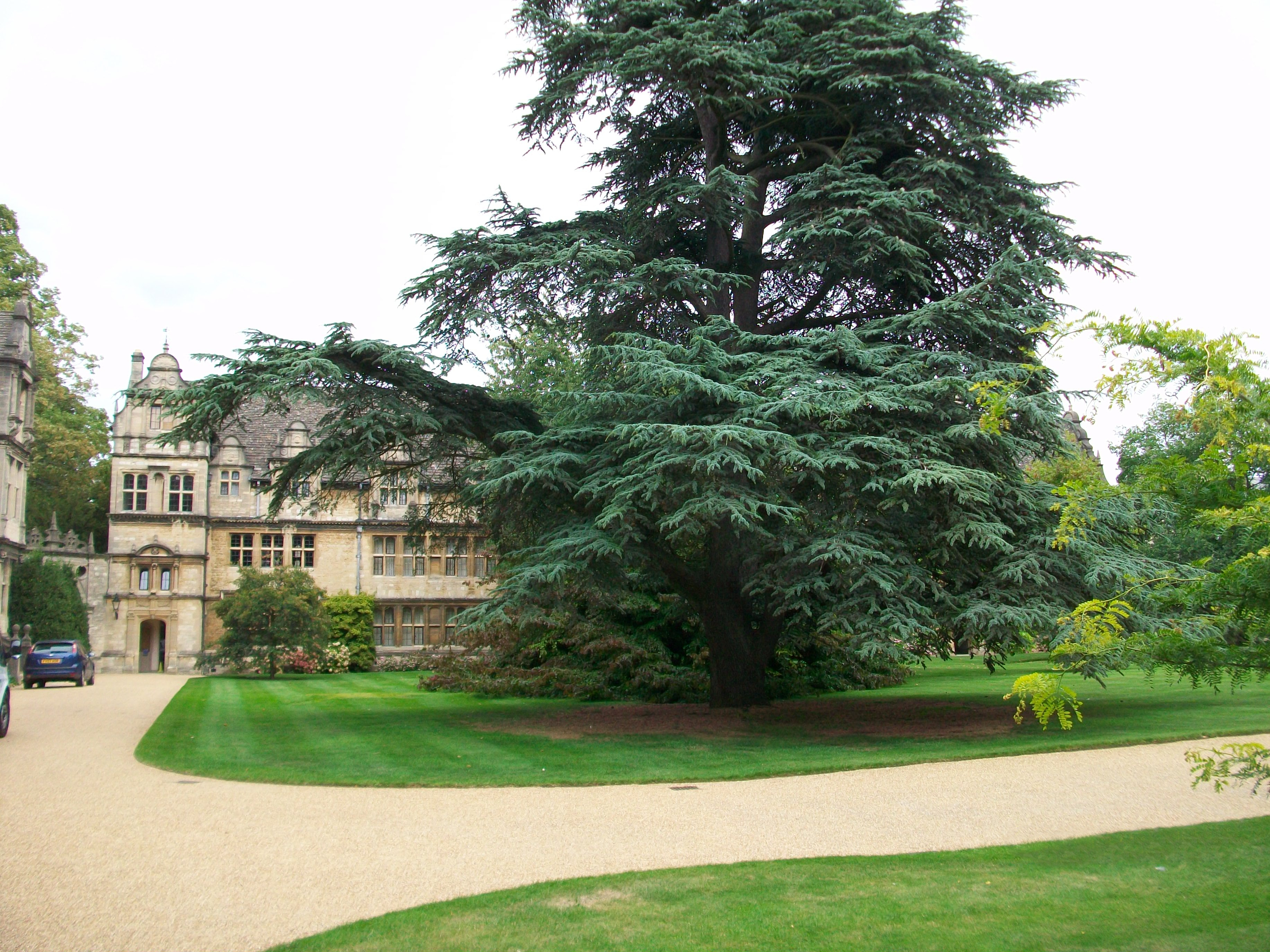
フロント・クワッド、奥にはステアケースVII
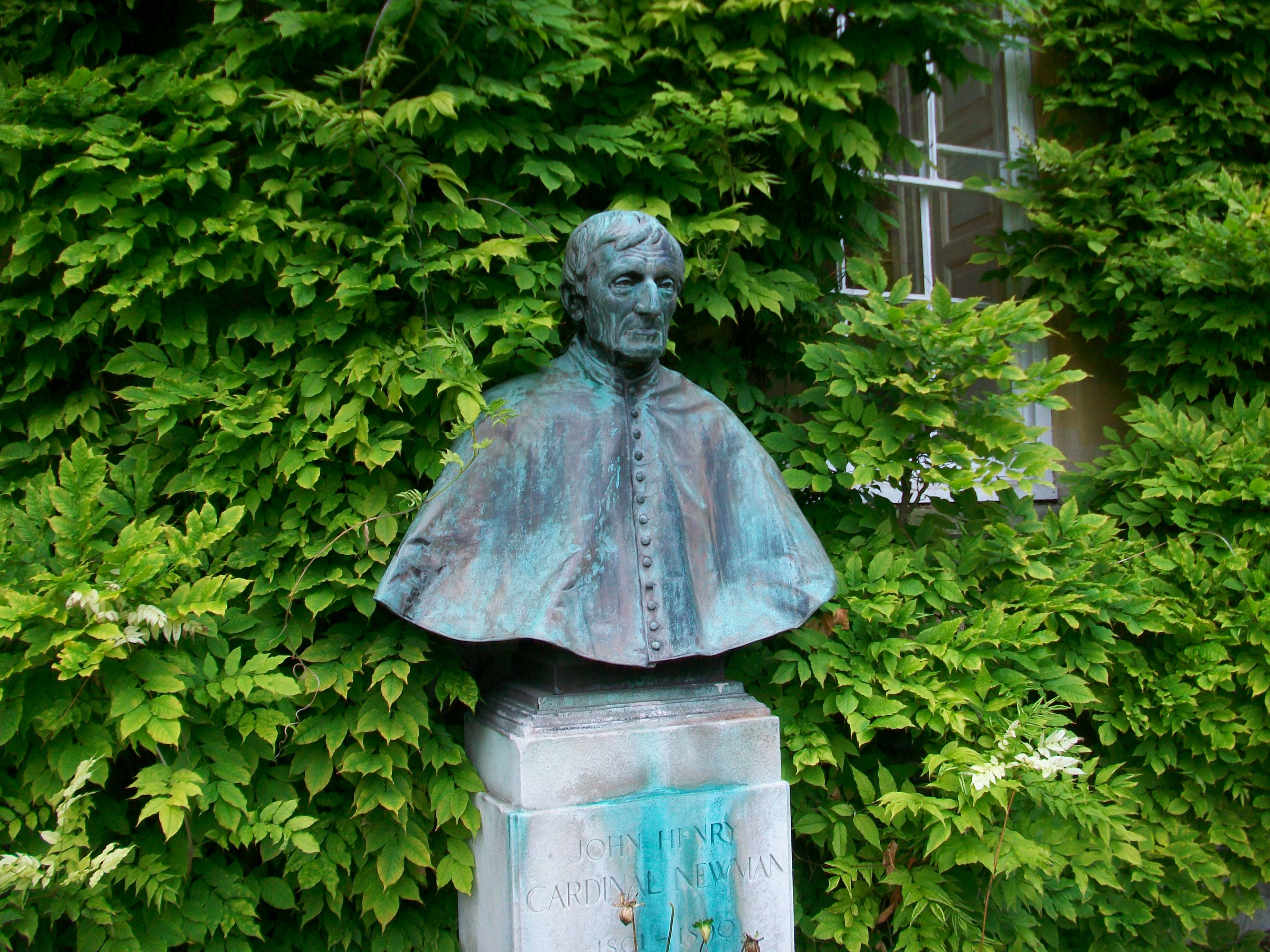
ニューマン枢機卿の胸像（ガーデン・クワッドの外に配置）
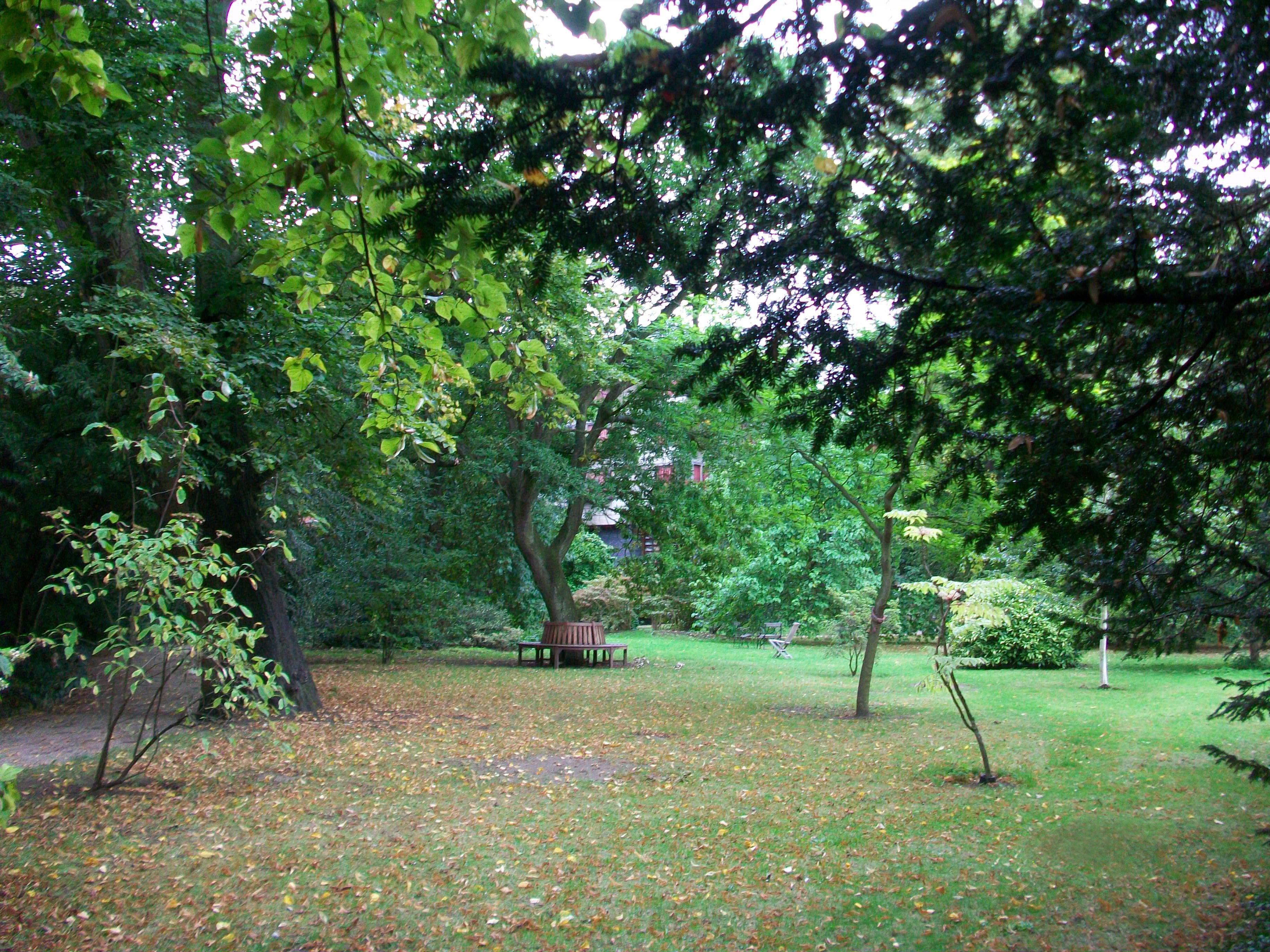
トリニティ・カレッジの木立
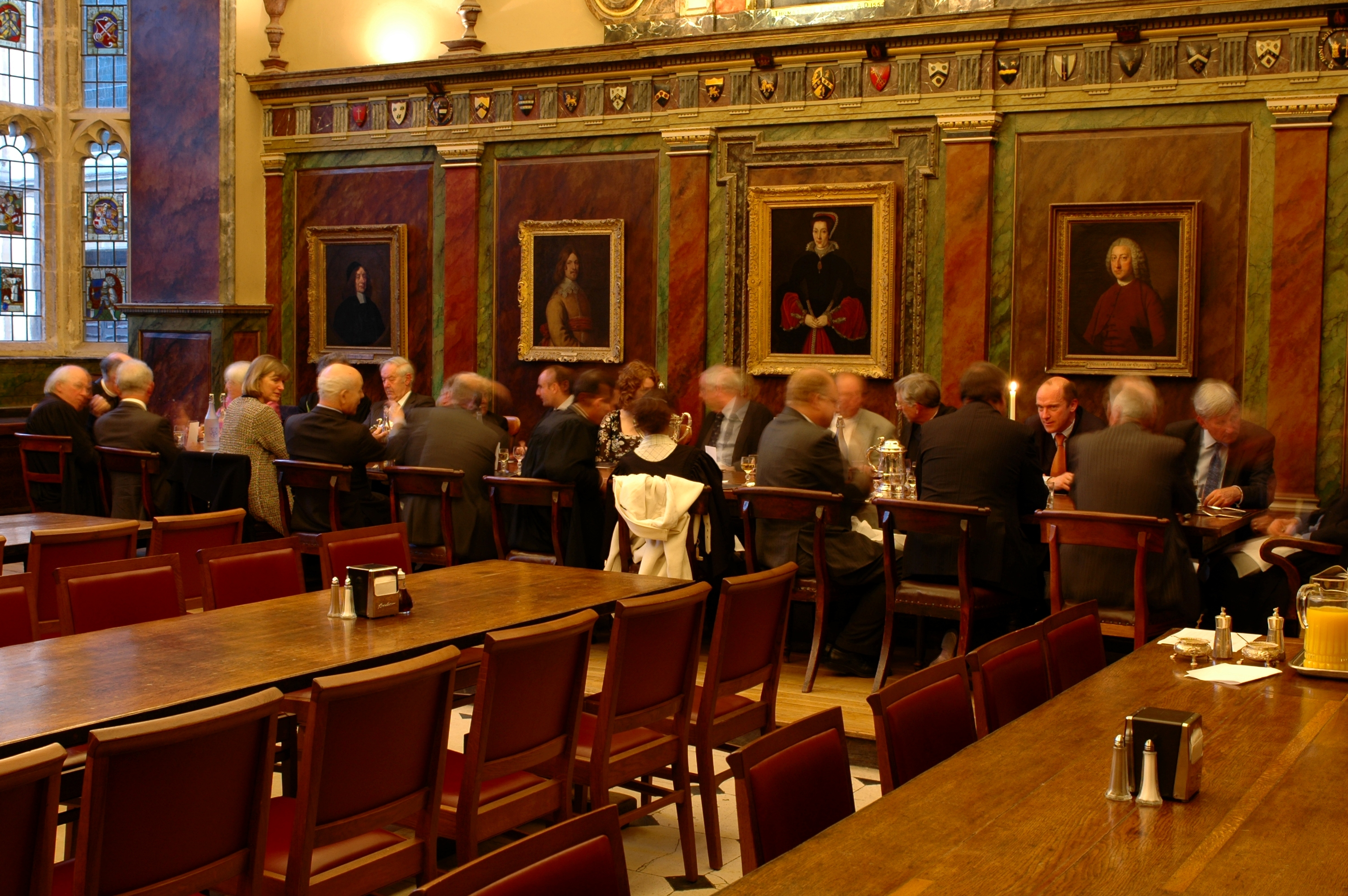
ダイニングホール
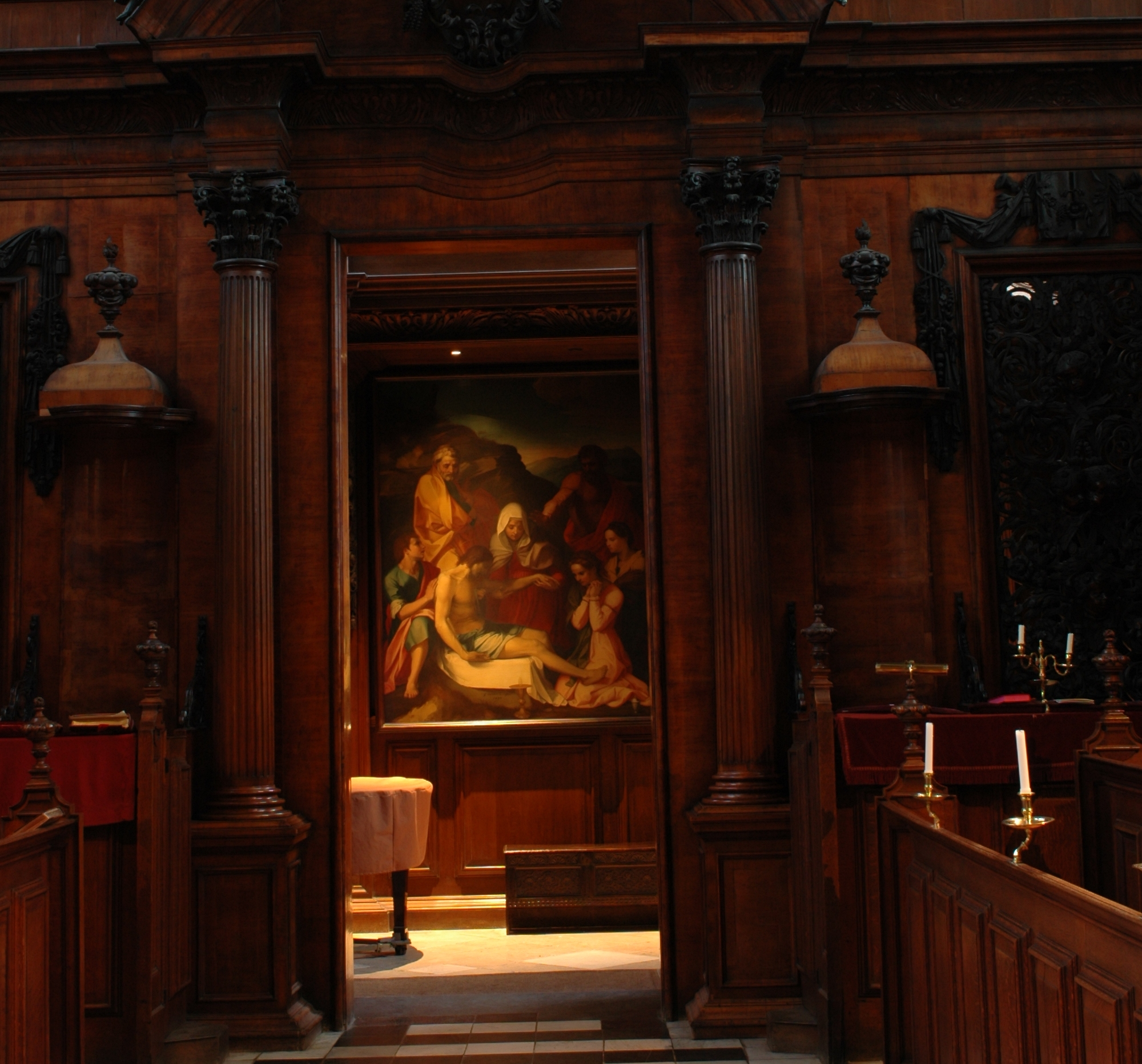
大聖堂の中
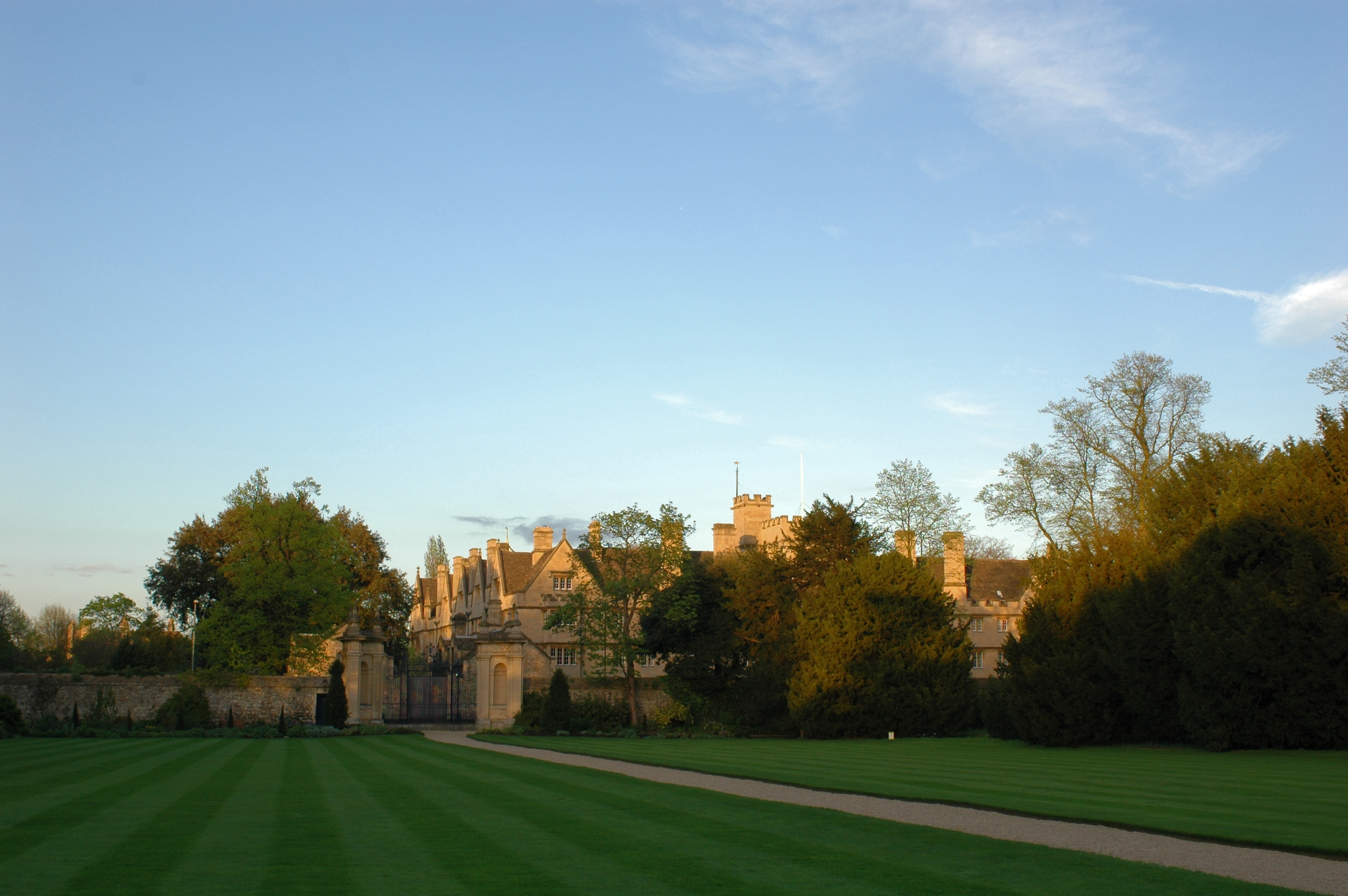
芝生からワダム・カレッジ（英語版）を望む
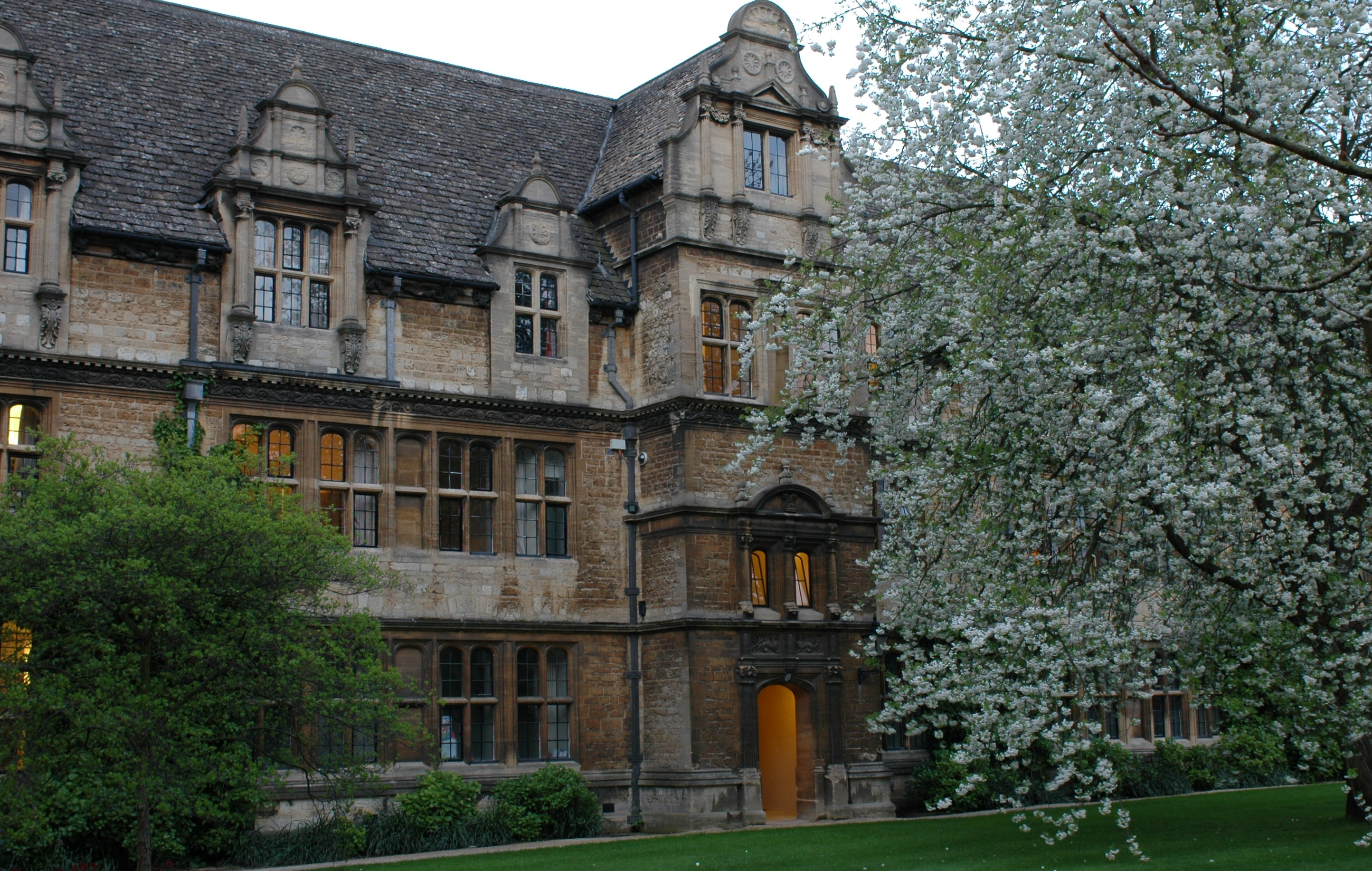
住居スペース（フロント・クワッド内のステアケースVI）